# Bratislava III
O Distrito de Bratislava III (em eslovaco Okres Bratislava III) é uma unidade administrativa da Eslováquia Ocidental, situado na região de Bratislava, com 61.418 habitantes (em 2001) e uma superficie de 75 km². 
Compreende os seguintes bairros de Bratislava:
- Nové Mesto
- Rača
- Vajnory

O distrito limita ao oeste com o distrito de Bratislava IV, ao sul com os de Bratislava I e Bratislava II, ao este com o Distrito de Senec e ao norte com o Distrito de Malacky e o Distrito de Pezinok.

## Demografia
| Ano:        | 1994   | 2004   | 2014   | 2024    |
| ----------- | ------ | ------ | ------ | ------- |
| Broj ljudi: | 64 587 | 61 614 | 63 081 | 78 125  |
| Razlika:    |        | -4,60% | +2,38% | +23,84% |

| Ano:               | 2023   | 2024   |
| ------------------ | ------ | ------ |
| Número de pessoas: | 77 594 | 78 125 |
| Diferença:         |        | +0,68% |